# Rostocka holme
Rostocka holme är en borgruin strax öster om Emmaboda vid gården Rostock i Algutsboda socken i Emmaboda kommun.
Rostocka är beläget på ett näs i Lyckebyån mellan sjöarna Grimmansmålasjön och Rostockasjön. Ruinen omfattar fyra husgrunder och en större källargrop. Mindre arkeologiska undersökningar av ruinen genomfördes under 1990-talet och visade på att borgen huvudsakligen användts under 1300-talet och övergetts i början av 1400-talet. Ibland fynden ingår järnföremål, en stengodsskärva och en brakteat från Magnus Erikssons regeringstid.
I jordeboken 1558-59 anges att en holme i Rostockasjön kallad "Lybkehålme" hörde till gården Rostock. Troligen är det borgens ursprungliga namn. Ett brev av Nils Turesson (Bielke) bevittnat av hans bröder Sten och Bengt anges författat på hans sätesgård "Lybeke". Kanske är detta "Lybeke" identiskt med Rostocka holme.